# St-Lambert (Lavannes)

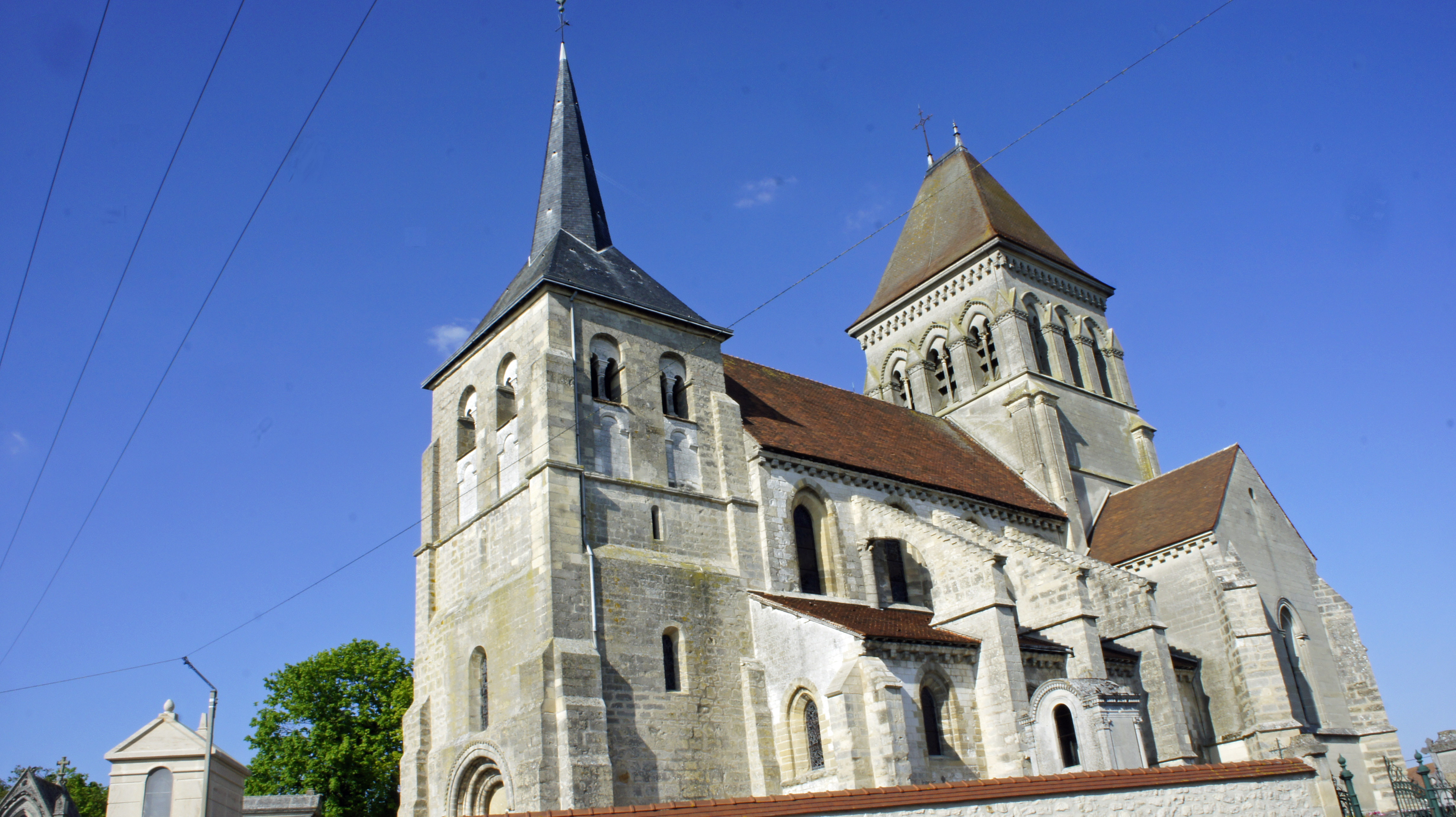
Saint-Lambert in Lavannes

Die römisch-katholische Kirche Saint-Lambert in Lavannes, einer französischen Gemeinde im Département Marne der Region Grand Est, gehört zu den größten in der Umgebung von Reims. Sie ist seit 1911 als Monument historique klassifiziert.

## Geschichte
An der Stelle der bestehenden Kirche wird bereits eine dem Märtyrer Lambert von Lüttich gewidmete Gedenkstätte aus dem 8. Jahrhundert vermutet. Die Kirche wurde nach Zerstörungen im Ersten Weltkrieg restauriert.

## Anlage

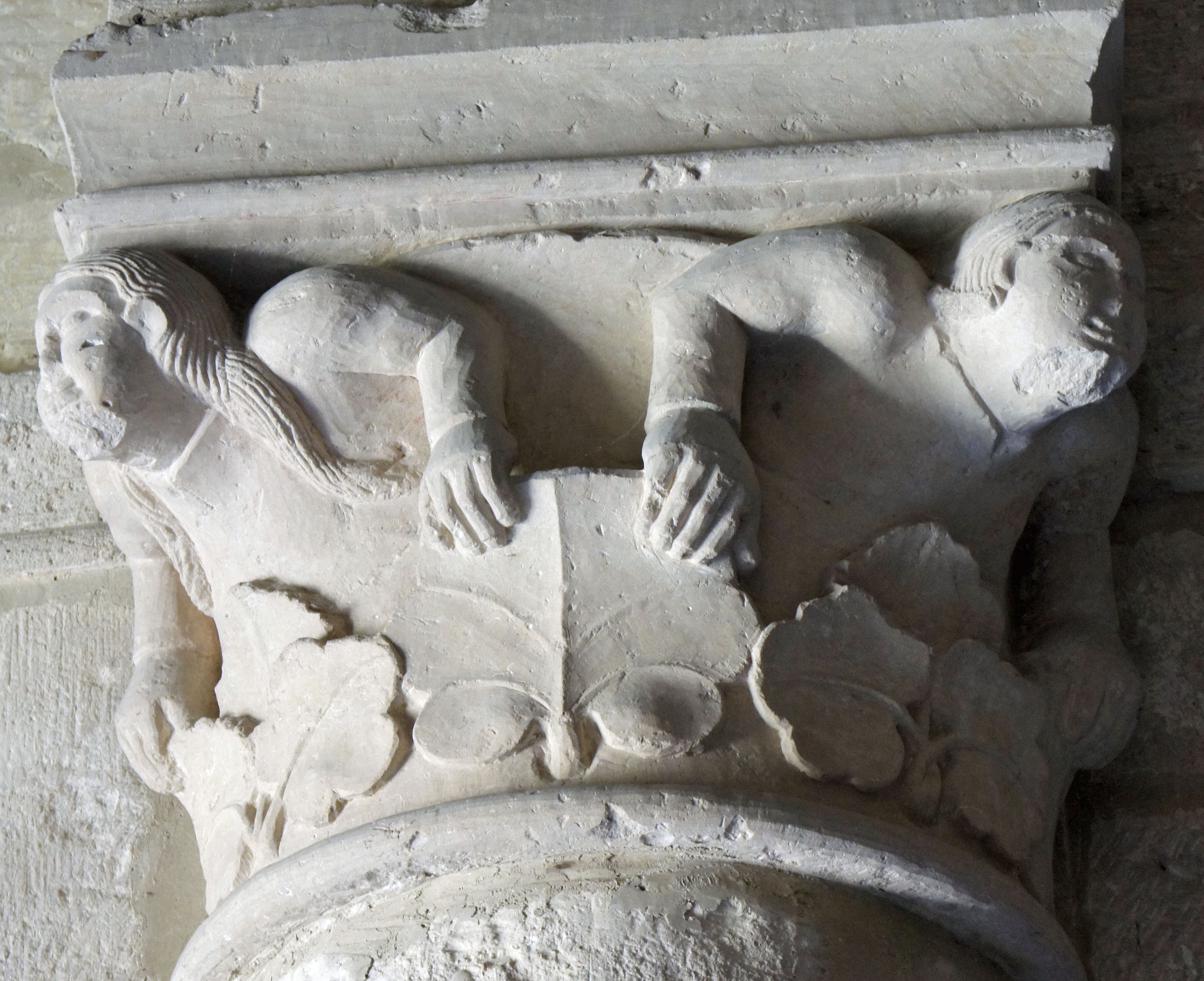
Detail eines Kapitells

Der Westturm der bestehenden, in ihrer Erscheinung noch durchaus romanischen Kirche, einer dreischiffigen Pfeilerbasilika, wurde in der Mitte des 12. Jahrhunderts erbaut; er besitzt ein Gewölbe aus schweren Kreuzrippen, die auf Kapitellen ruhen. Die übrigen Teile der Kirche sind auf den Beginn des 13. Jahrhunderts zu datieren. Die Apsis besitzt einen Fünfachtelschluss. Nach Westen schließt sich ein breites Querhaus an, das sich nach Osten zu je einer quadratischen Nebenapsis auf jeder Seite mit einer Verbindung zum Chor öffnet. Die Vierung wird von einem Vierungsturm bekrönt, der höher ist als der Westturm und ein Satteldach trägt. Das Langhaus besteht aus vier Jochen. Bemerkenswert sind die Kapitelle. Im südlichen Querarm ist ein Taufbecken aus dem Jahr 1570 aufgestellt.